# Продавець снів
«Продавець снів» — радянський художній фільм 1990 року, знятий режисером Георгієм Бзаровим на кіностудії «Узбекфільм».

## Сюжет
Школяр Карім, який захоплюється електронікою, несподівано потрапляє в казкову країну, в лабораторію чарівника Огіми, який давно шукав здібного учня. Огіма вигадує сни — солодкі та веселі, будучи впевненим, що робить благо для простих людей. Виявляється, потрібно, щоб більше двох людей встали в коло навколо чарівного дзеркала і взялися за руки — тоді все, про що помрієш, здійсниться. Але правителька робить останній хід — випустивши всі сни, люди можуть проспати 100 років.

## У ролях
- Бобур Юлдашев — хлопчик Карим
- Таміла Мухамедова — дочка чарівника Огіми
- Анатолій Кабулов — чарівник Огіма, виробник снів
- Ділором Камбарова — Джок, правителька країни снів
- Бахтіяр Закіров — музикант
- Володимир Січкар — генерал
- Анвар Кенджаєв — конюх
- Джамал Хашимов — кастелян замку правительки
- Ольга Фіала — стара
- Мухаммаджан Рахімов — перший водонос
- А. Нурматов — другий водонос
- Р. Петросян — стражник
- Ф. Жук — епізод
- М. Ігнатюк — епізод
- Олександр Шишкін — епізод
- Аннамурад Бердиєв — епізод
- Худайберди Ніязов — епізод
- Валерій Цвєтков — епізод
- Ф. Якубов — епізод
- Віктор Ушаков — епізод
- Ментай Утепбергенов — епізод
- Анвара Алімова — бабуся Каріма
- Ходжіакбар Нурматов — батько Каріма

## Знімальна група
- Режисер — Георгій Бзаров
- Сценарист — Анатолій Галієв
- Оператори — Хамідулла Хасанов, Хасан Файзієв
- Композитор — Олександр Зацепін
- Художник — Рафаель Сулейманов